# Het Leugenpaleis
Het Leugenpaleis was een Vlaams komisch radioprogramma op Studio Brussel dat vanaf 1988 gepresenteerd werd door Bart Peeters en Hugo Matthysen en sinds 1999 ook een televisieversie kent onder de titel Het Peulengaleis.

## Het programma
De eerste uitzending vond plaats in 1988 op Studio Brussel. Het Leugenpaleis werd berucht doordat Bart en Hugo allerlei typetjes uitnodigden, gespeeld door henzelf, en vervolgens live improviseerden, ook al schoten ze regelmatig in de lach. Het programma viel oorspronkelijk niet echt in de smaak, gezien de muzikale intermezzo's zo lang op zich lieten wachten door Bart en Hugo's minutenlange absurde gesprekken. Radiobaas Jan Schoukens wilde hen daarom aan de deur zetten, maar omdat hij op zondag niet werkte vroeg hij Mark Coenen dit te doen. Coenen zei hem het zelf te doen, maar omdat het programma toen al een cultuitzending was geworden mocht het toch in de ether blijven. Het zou bijna tien jaar blijven lopen. Het programma werd elke week afgesloten met fragmenten van het nummer The Great Gig in the Sky uit het album The Dark Side of the Moon van Pink Floyd en van Lara's Theme uit de film Doctor Zhivago.
Het Leugenpaleis werd in 1989 bekroond met de HA! van Humo. Daarmee is het het eerste en nog steeds het enige radioprogramma dat deze prijs mocht ontvangen.
Na 1998 kwam Het Leugenpaleis nog tweemaal terug op de radio. In 2005 presenteerden Matthysen en Peeters ter ere van 75 jaar radio een aflevering. In 2020 was er naar aanleiding van de coronacrisis met De Itegemse Cronakroniek, een tijdelijke comeback op Radio 1.

## Het Leugenpaleis-lied
"Het... is.... nu.... zondag, zo-zo-zo-zondag!
En we zijn.... goed.... uit-ge-sla-pen
en u luistert.... lui-lui-luistert
naar het Leu-genpaleis!
Jaja! Het Leu-genpaleiiiiiiiiiiiiiiis!"

## Cd-uitgave
In 2006 werd een compilatie-cd uitgebracht waarop het beste van de radioserie verzameld staat.

## Televisie
In 1993 verscheen Bart Peeters met pruik en valse neus als BRTN-baas Cas Goossens, zoals hij die al geruime tijd in Het Leugenpaleis imiteerde, in het programma Morgen Maandag met Mark Uytterhoeven. Het werd een van de meest legendarische momenten uit het al even legendarische programma toen Peeters het publiek opdroeg het lied Konijn met pruimen te zingen.
In 1995 volgde een eerste poging de absurde Leugenpaleis-humor tot een televisieprogramma om te vormen. De Vliegende Doos en De Liegende Doos waren programma's van Bart op VTM waar ook Matthysen aan meewerkte. De absurde humor viel echter niet zo in de smaak bij zo'n groot publiek en het werd na één seizoen alweer opgedoekt.
Vier jaar later, in 1999, volgde dan toch de eerste volwaardige televisiebewerking van het programma op Canvas: Het Peulengaleis, geregisseerd door Stijn Coninx en met Tine Embrechts als mede-actrice waardoor het programma ook een groter publiek aantrok dan enkel de Leugenpaleis-fans. De televisiereeks werd zeer populair en kende 6 seizoenen. In 2005 werd besloten voorlopig een punt achter de televisiereeks te zetten.

## Bekende typetjes
- Clement Peerens, een ruige Antwerpse rockzanger die gespeeld werd door Hugo Matthysen en vaak door Bart Peeters in het programma werd ontboden als popkenner en "voenkel" van 3 kinderen. Matthysen, Peeters en Ronny Mosuse spelen sinds 1991 ook in een band, geïnspireerd op het typetje: Clement Peerens Explosition. Deze groep wordt geleid door Clement Peerens en speelt geïnspireerd door de rockparodie Spinal Tap stoere rocknummers die echter alleen al door het Antwerpse dialect enorm hilarisch overkomen. De groep had hits met onder meer Dikke Lu (1994), Foorwijf (1995) en Vinde Gij Mijn Gat (Niet Te Dik In Deze Rok?) (1998).

- Xavier Van Den Arend, een Indiaan, gespeeld door Hugo Matthysen, die altijd over Bekende Vlamingen bezig was in stereotypische bijnamen.

- Arne Faes, een verwijfde homoseksueel, die werkte in de Brico samen met 2 illegale Polen. In 1998 in de aanloop naar het WK in Frankrijk voor het eerst te horen als "voetbalkenner", het jaar nadien als politiekkenner, die altijd kwam geilen over welke spelers of politiekers "hem konden krijgen". Dit werd gespeeld door Bart Peeters.

- Kim De Hert, een hertenkop op een plankje in een villa in 's Gravenwezel. Gespeeld door Hugo Matthysen.

- Magda Van Damme, een huisvrouw uit Schelle die absurde avonturen meemaakte. Gespeeld door Hugo Matthysen.

- Dokter De Reiger, een vermogende medicus uit Oostrozebeke. Gespeeld door Hugo Matthysen.

- Urbaan Van Praet, een in het Mechelse dialect (met veel a-klanken) sprekende inwoner uit de Kiliaanstraat in Duffel die zich steeds als een andere beroemdheid voordeed (bijvoorbeeld koningin Paola). Werd gespeeld door Stijn Peeters, de broer van Bart.

- Jefke De Lathouwer, een kaboutertje van 12 centimeter groot dat elke week kwam pronken met zijn schaamhaar. Gespeeld door Hugo Matthysen.

- Nonkel Van Grauwel, de grootste kindervriend van België en parodie op Nonkel Bob. Het was een oom die altijd met een diepe, griezelige stem sprak. Gespeeld door Bart Peeters.

- Linda Kelchtermans, een steeds verliezende quizkandidate uit Deurne, gespeeld door de vrouw van Bart Peeters.

- Joe Roxy, een erotisch poëet uit Limburg, die vaak meer begaan was met zijn vervoersonkosten. Gespeeld door Bart Peeters.

- Notaris X, een notaris uit Kruishoutem, werd vooral opgevoerd in de eerste jaargangen van het programma. Hij was gebaseerd op de gelijknamige Notaris X, een notaris die mid jaren 80 door het blad Humo beschuldigd werd van seksueel misbruik van zijn jonge kinderen.

- Bart en Hugo hielden er ook van zelfverzonnen versies van echt bestaande personen op te voeren zoals Raf van de Belgische groep The Paranoiacs, Daan Stuyven, Stef Kamil Carlens, Cas Goossens, Mark Coenen, Kathleen Cools, Kardinaal Danneels (als Dardinaal Kanneels).